# Виленское перемирие
Виленское перемирие — перемирие, заключённое во время Русско-польской войны 1654—1667 годов 24 октября (3 ноября) 1656 года в городе Вильне, предложенное Речью Посполитой и принятое Россией. Имело взаимовыгодные условия и стратегические результаты. Речь Посполитая, проигрывавшая как на русском, так и на шведском фронте, была спасена от полного разгрома, а Россия получила свободу действий в наметившемся конфликте со Швецией.

## Предпосылки
В 1655 году Швеция, находившаяся на волне общего подъёма своего могущества в Северной Европе и стремившаяся превратить Балтийское море в своё «внутреннее озеро», объявила войну Речи Посполитой. Шведские войска, двигаясь с севера на юг, быстро взяли Варшаву, Краков и ряд других более мелких польских городов. На востоке русско-казацкие войска, заняв уже почти всю Литву и украинские владения Короны, подходили к Люблину. Поскольку вести войну на два фронта Польша более не могла, нависла реальная угроза раздела польско-литовского государства между Швецией и Русским царством. Король Ян II Казимир через посредничество императора Фердинанда III обратился к царю Алексею Михайловичу с предложением перемирия и начала переговоров о заключении мира и межевании новых границ.
Великий гетман литовский Януш Радзивилл заключил с Карлом Х Кейданскую унию, по которой признал власть шведского короля над Великим княжеством Литовским, чем с правовой точки зрения были сведены на нет все военные успехи русско-казацких сил на землях ВКЛ, и неизбежно создавался конфликт между Русским царством и Швецией, войска которой уже начали занимать отвоеванные в Литве города.
Во избежание усиления Швеции за счёт польско-литовских территорий (что в конечном счёте привело бы к появлению шведских армий уже на русской границе) Русское царство, поневоле вставшее перед выбором, осенью 1656 года приостановило все военные действия против Речи Посполитой, заключив 24 октября так называемое Виленское перемирие. Согласно договору, обе стороны обязались воевать со шведами и не заключать сепаратного мира.

## Последствия
После подписания перемирия продолжились переговоры по вопросу окончательного мира и межевания границ, также рассматривался вопрос о избрании царя Алексея Михайловича наследником польской короны.
В грамоте Алексею Михайловичу Богдан Хмельницкий не возражал против заключения перемирия в принципе, но предупреждал царя, что, по его мнению, польская сторона хочет затянуть переговоры и использовать это против России. В ответ на вопрос государя «как меж наших, царского величества, черкаских и полских городов и мест и меж которыми городами и месты и урочища рубеж учинить», гетман просил установить границу «по Вислу реку, аж до венгерской границы». 4 октября 1656 года русское правительство выдвинуло проект демаркации, по которому крайними западными территориями Гетманщины должны были стать Волынь и Подолье до реки Буг. Окончательное межевание границ так и не было установлено вплоть до прекращения переговоров в 1658 году.
По настоянию польской стороны, с чем согласилась российская сторона, послы гетмана не были допущены на переговоры. Отсылая присланное Хмельницким в октябре 1656 года посольство во главе с Романом Гапоненко, московские переговорщики ничего не сообщили гетману о ходе ведения переговоров. В результате гетманские послы, не имея данных о результатах переговоров от московской стороны, поверили дезинформации польских дипломатов о том, что Гетманщина вновь передается под власть Польши, а в случае неповиновения казаков русские войска выступят против них сообща с польскими. Остафий Выговский в мае 1657 года рассказывал Бутурлину: «В прошлом году, когда царские послы, князь Одоевский с товарищами, заключили с поляками мирный договор, то по указу царского величества отправлены были туда, в Вильну, и посланцы от гетмана Богдана Хмельницкого и всего Войска Запорожского. Когда эти посланцы приехали назад, то, ухватя гетмана за ноги и облившись слезами, завопили: Сгинуло Войско Запорожское в Малой России, нет ему помощи ниоткуда, некуда ему деться! …ляхи нам сказывали, что царские послы постановили договор по поляновским статьям, и Войску Запорожскому со всею Малороссиею быть в королевской стороне по-прежнему, и если козаки в послушании у ляхов не будут, то царское величество станет ляхам на козаков помогать.»
Это вызвало некоторые осложнения в отношениях между русским и гетманским правительствами. Так, в ноябре 1656 года посланника воеводы Андрея Бутурлина не допустили к гетману и он «лист подал писарю Ивану Выговскому; и писарь лист рванул из рук сердитым обычаем». 12 ноября отец Ивана Выговского Остафий, «гораздо напившися», рассказывал Андрею Бутурлину: «Гетман и писарь боятся царского гнева и очень тревожатся, чтоб не завладели ими ляхи по-старому[…] Тем, что у царя с польским королём теперь взаимопонимание, гетман, писарь и все войско Запорожское очень недовольны („добре оскорбляются“) и Поляков боятся: говорят, что им верить нельзя — хоть и помирятся, присяги не сдержат».
Позднее тот же Выговский утверждал, что Хмельницкий, услышав ложную весть о заключении мира между Польшей и Россией по Поляновским статьям, "яко шаленый которой ума уступився заволал и молвил: «Уже, дети, об этом не печальтесь! Я уж знаю, что делать: надо отступить от руки царской, а пойдем туда, куда Бог повелит: не то что под христианского пана, а хоть и под басурмана». Уже Грушевский подвергал сомнению то, что Хмельницкий действительно произнес такие слова, однако считал этот инцидент свидетельством крайнего недовольства войска и особенно старшины тем, что переговоры о судьбе Гетманщины ведутся без участия их представителей. Уже в июне 1657 года Хмельницкий заявлял окольничему Фёдору Бутурлину: «Я верный подданный царского величества и никогда от его высокой руки не отлучусь; царского величества милость и оборона нам памятны, и за то готовы мы также царскому величеству служить и голов своих не щадить». Гетман, как передавал в Москве в августе 1657 года его посол Павел Тетеря, признал, что «виленской комисии не принял и был о том сумнителем», но объяснял это распространяемыми поляками слухами о готовящейся сдаче территории Гетманщины в пользу Речи Посполитой.
6 декабря 1656 года Хмельницкий заключил в Радноте антипольский союз с Швецией, Трансильванией, Бранденбургом и литовским магнатом Богуславом Радзивиллом. Согласно договору, Речь Посполитая должна была исчезнуть с политической карты Европы и подвергнуться разделу между союзниками; Хмельницкий при этом добивался включения в предназначенную Гетманщине часть всех украинских этнических земель, наталкиваясь на некоторое противодействие Трансильвании и Швеции. В первой половине 1657 года Хмельницкий послал на помощь шведам отряд под командованием Антона Ждановича. Объясняя своё решение, Хмельницкий сообщил в Москву, что в феврале 1657 года к нему приезжал польский посланник, Станислав Беневский, с предложением перейти на сторону короля и сказал, что статьи виленской комиссии никогда не состоятся. «Вследствие таких хитростей и неправд, пустили мы против ляхов часть Войска Запорожского», — писал Хмельницкий. В июне 1657 года Хмельницкий так говорил русскому послу о Раднотской коалиции: «…А что мы прибрали к себе в товарищество шведа и Рагоци, не обославшись с великим государем, то это сделали мы из страха, потому что ляхи задают фантазии великие, под клятвою утверждают, что царское величество нас отдал им, да и для того, чтоб ляхи не соединились со шведом и Рагоци. Думаем, что швед мирному договору будет рад, а если мириться не захочет, то в то время на шведского короля иной способ учиним; а теперь бы начатое дело с ляхами к концу привесть, чтоб всеми великими потугами с обеих сторон, и с царского величества, и с шведской, ляхов бить, до конца искоренить и с другими государствами соединиться не дать; а мы знаем наверное, что словом ляхи великого государя на корону избирали, а делом никак то не сталось, как видно из грамоты их к султану, которую я отослал к царскому величеству». Остафий Выговский в июне 1657 года по секрету рассказывал московским послам, что «всё это гетман сделал потому, что думал, будто царь на самом деле отдал нас назад ляхам и этим встревожился: побоялся, чтоб ляхи не прельстили каким-то образом [Москву] и не привели к союзу на уничтожение Войска Запорожского и всех православных в Малой России сущих».
Войска союзников провели успешную военную кампанию на территории Речи Посполитой (были захвачены Краков и Варшава). Однако летом того же года они начали терпеть поражения. Войну Швеции объявили Австрия, Дания и Священная Римская империя, и Карлу X Густаву пришлось вывести большую часть своих войск из Польши и двинуть их на новых противников. Казаки отказались принимать дальнейшее участие в походе, не желая «добывать для трансильванского князя Ракоци польскую корону». Они взбунтовались, заявив старшине: «… как де вам было от Ляхов тесно, в те поры вы приклонились к государю; а как де за государевою обороною увидели себе простор и многое владенье и обогатились, так де хотите самовласными панами быть…». Это стало результатом, в частности, миссии русского посланника Ивана Желябужского, убеждавшего казаков прекратить участие в кампании, противоречащей интересам царя. Запорожцы разошлись по домам, а войска Юрия Ракоци попали под удар крымской орды, были окружены и захвачены в плен.
10 июля 1657 года, в ответ на извещение гетмана о предварительном согласии польской стороны на избрание королём Алексея Михайловича, Хмельницкий написал государю письмо, где одобрял такой поворот дел: «А что Король Казимер… и все паны рады Коруны польской тебя, великого государя нашего, ваше царское величество, на Коруну Польскую и на Великое Княжество Литовское обрали, так чтоб и ныне того неотменно держали. А мы вашему царскому величеству, как под солнцем в православии сияющему государю и царю, как верные подданные, прямо желаем, чтоб царское величество, как царь православный, под крепкую свою руку Коруну Польскую принял». Это было последнее письмо гетмана, вскоре он скончался.
В результате перемирия действия на восточном фронте прекратились, начался подъём национально-освободительного движения в самой Польше и поляки смогли оказать достойный отпор шведским войскам. Вместе с тем уже на следующий год поляки начинают предпринимать попытки ревизии перемирия, особенно касательно ряда спорных территорий.
В это время царь Алексей Михайлович настойчиво просит нового гетмана Ивана Выговского выслать своих представителей на переговоры в Вильно, но гетман отказывается, оставляя решение на волю государя.
В 1658 году Выговский заключает с Речью Посполитой Гадячский договор, предусматривающий «возвращение» верхнего Поднепровья под власть польского короля в качестве особого автономного образования в составе Речи Посполитой, а сама она превращалась якобы в тройственное государство. Выговский, саботировавший переговоры по межеванию границ, в манифесте, которым он оправдывал свой переход на сторону Речи Посполитой, одним из аргументов называл заключение перемирия между Россией и Польшей. Это решение Выговского раскололо казачество на пропольскую и промосковскую партии, что стало прелюдией к разделению Украины на Правобережную и Левобережную.
Война начинается вновь, причем теперь уже Россия была вынуждена действовать на два фронта, против Польши и против Выговского.